# Mesturet
Le mesturet est une spécialité culinaire de la cuisine tarnaise sucrée.

## Origine
Ce plat sucré est issu du Tarn mais a essaimé dans les régions voisines. À base de potiron, il était fait l'hiver, quand la cuisinière ne disposait pas de fruits. Traditionnellement, la recette ne comporte pas d’œufs et la farine est de maïs. La recette initiale a été mise au goût du jour avec du beurre et de la farine de froment.

## Mode opératoire
Le potiron est cuit à la vapeur et essoré pour en extraire le maximum d'eau. Il est mixé avec les ingrédients : farine de maïs et/ou de blé, du sucre, un zeste de citron et parfois du rhum. Les variantes admettent beurre, œufs et vanille.
L'appareil est versé dans un moule et cuit au four et saupoudré de sucre glace avant de servir. On peut aussi en faire des galettes cuites à la poêle.

## Exemple d'une recette moderne de Mesturet

### Liste de ingrédients
- 2 kg de potiron brut (avec la peau)
- 200 gr de sucre
- zestes et jus d’un citron
- 50 gr de farine
- 50 gr de Maïzena
- 50 gr de beurre
- 2 œufs
- vanille
- sel

Recette :
1. Peler le potiron et le couper en gros dés
2. Faire blanchir le potiron, le filtrer et le passer au presse-légume.
3. Ajouter sucre, citron, vanille, sel.
4. Lier avec la farine, la Maïzena et les œufs.

## Sources